# Federação Nigerina de Futebol
A Federação Nigerina de Futebol (em francês:  Fédération Nigerienne de Football, FNFB) é o órgão dirigente do futebol no Níger, responsável pela organização dos campeonatos disputados no país, assim como da Seleção Nigerina. Foi fundada em 1961 e afiliada à FIFA desde 1964 e à CAF desde 1965. Ela também é filiada à WAFU.